# 인생면허시험
《인생면허시험》(영어: Learning to Drive)은 2014년에 개봉한 미국의 코미디 드라마 영화이다. 캐사 폴릿이 더 뉴요커에 올린 기사를 바탕으로 이저벨 쿠셰트가 연출을, 세라 커너켄이 각본을 맡았으며, 퍼트리샤 클라크슨이 남편 테드(제이크 웨버 분)와 이혼한 후 운전 강사 다르완(벤 킹즐리 분)에게 운전 수업을 받는 저명한 서평가 웬디 역을 연기했다. 이 영화는 《엘레지》(2008)에서도 함께 했던 클라크슨, 킹즐리, 쿠셰트의 두 번째 협업작이기도 하다.
2014년 제39회 토론토 국제 영화제에서 관객상 2위에 오르기도 했다. 2015년 8월 21일 극장을 통해 개봉됐다.

## 줄거리
테드는 바에서 성공한 책 비평가인 아내 웬디와 다투고 헤어지기로 한 뒤 시크교도 다르완이 모는 택시를 부른다. 웬디는 택시에 따라 올라타 테드와 격렬한 말싸움을 하고, 테드는 슬픔에 잠긴 웬디를 홀로 택시에 태워 집에 보낸다.
웬디는 버몬트주 농장 공동체에서 지내는 딸 타샤를 방문하기 위해 운전 면허를 따야만 하는 상황이 되면서 다르완에게 운전을 배우기 시작한다. 인도에서 교사를 지낸 다르완은 웬디에게 좋은 대화 상대가 되는데...

## 출연
- 퍼트리샤 클라크슨 - 웬디 실즈 역
- 벤 킹즐리 - 다르완 싱 투르 역
- 그레이스 거머 - 타샤 역
- 제이크 웨버 - 테드 역
- 서리타 차우두리 - 자슬린 역
- 존 호지먼 - 차 판매원 역
- 서맨사 비 - 데비 역
- 맷 샐린저 - 피터 역
- 다니엘라 라벤데르 - 마타 역
- 마이클 맨텔 - 웬디 아버지 역
- 아비 내시 - 프리트 역
- 브라이언 버턴 - 운전 교육 받는 학생 역
- 노라 허멀 - 면허 시험관 역